# Station Tällberg
Station Tällberg is een spoorwegstation in de Zweedse plaats Tällberg. Het station werd geopend in 1891 en ligt aan de Dalabanan. Het station met eilandperron ligt ongeveer een halve kilometer buiten het dorp.

## Verbindingen
| Serie | Treinsoort       | Route                                                                                                 | Bijzonderheden |
| ----- | ---------------- | --- | -------------- |
| 50    | Stoptrein (TÅGK) | Morastrand – Mora – Rättvik – Tällberg – Leksand – Insjön – Gagnef – Djurås – Borlänge                |                |
| 50    | Intercity (SJ)   | Mora – Rättvik – Tällberg – Leksand – Borlänge – Avesta Krylbo – Sala – Uppsala – Arlanda – Stockholm |                |